# Koninklijke Wase Kunstkring

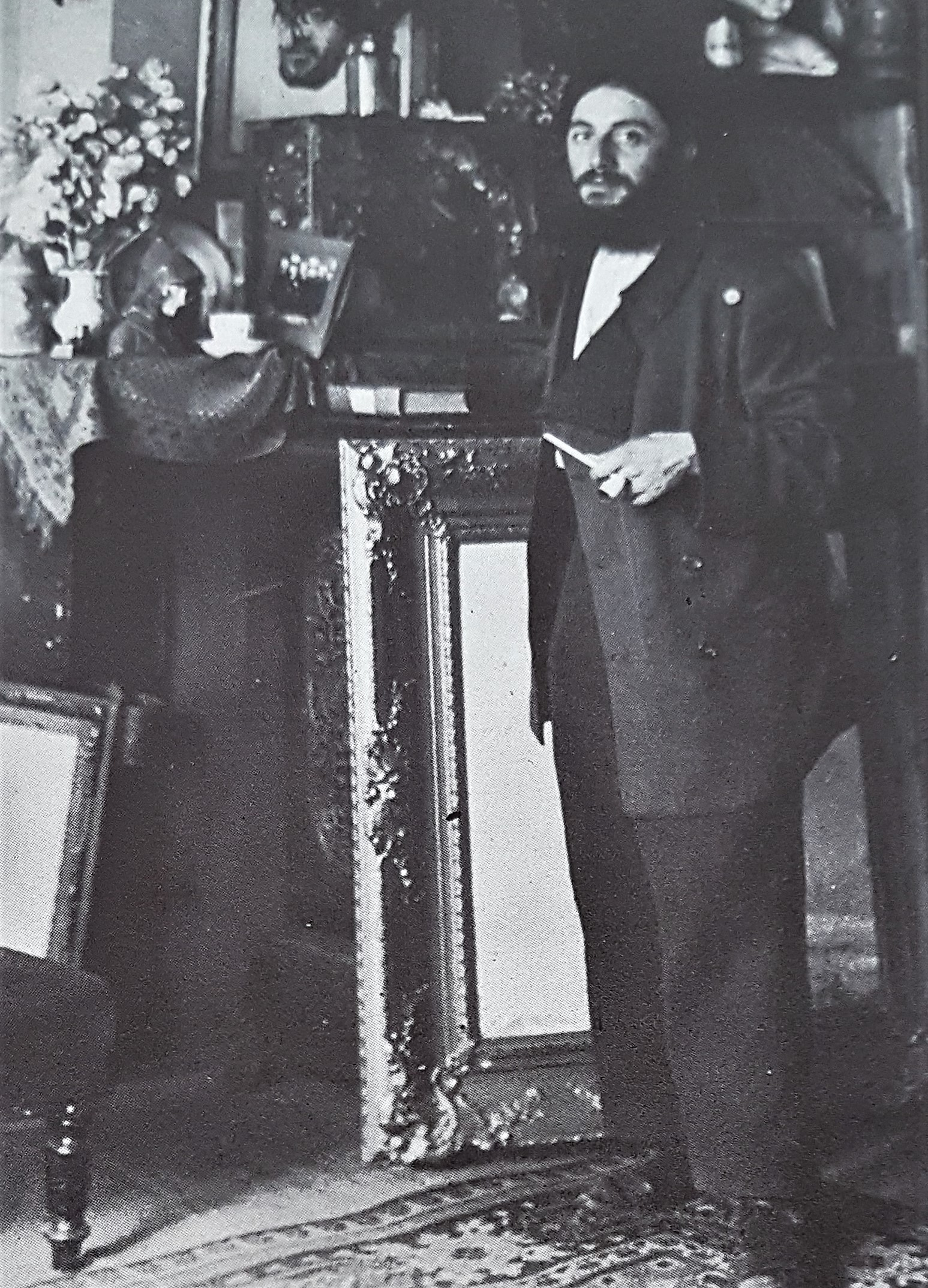
Jef De Pauw, bij de eerste expositie van de Wase Kunstkring (1921)

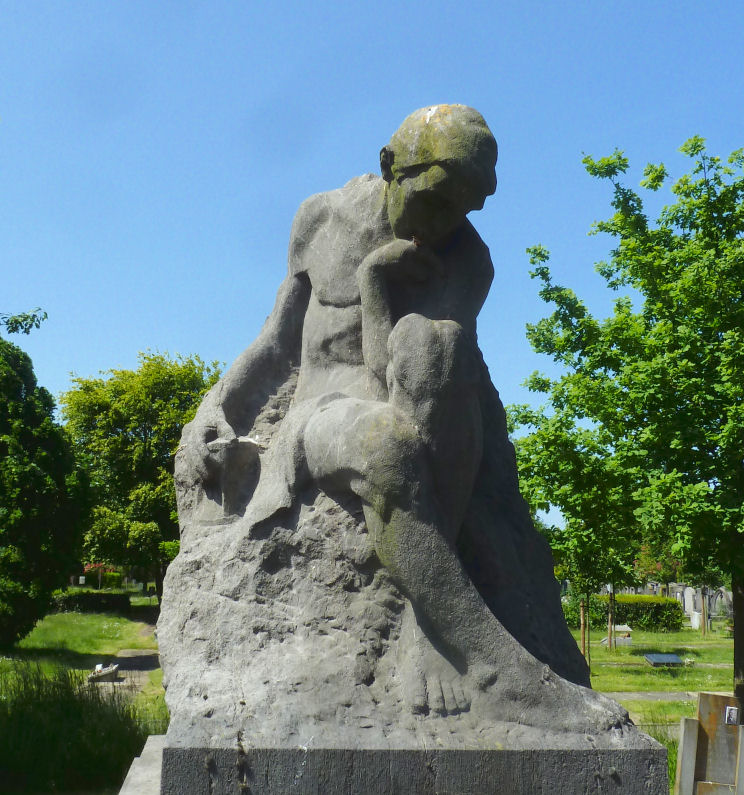
"De denker", door Robert Van de Velde. Parkbegraafplaats Tereken, praalgraf van steenhouwer Louis Van de Velde-Van Steenlandt, vader van de kunstenaar.

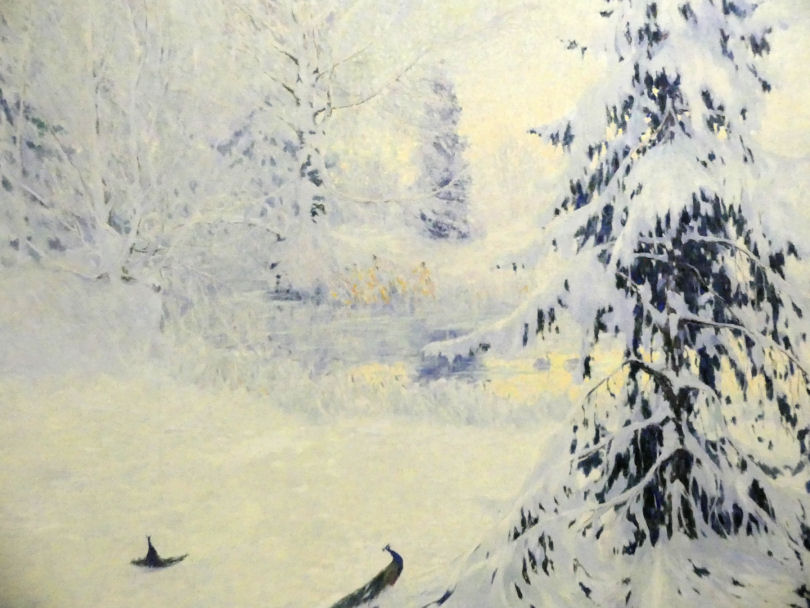
Verstraeten: de nood der pauwen, Verz. stad Sint-Niklaas.

De Koninklijke Wase Kunstkring is een artistiek gezelschap dat de Wase kunst promoot.

## Geschiedenis
De kring werd gesticht in 1921 te Sint-Niklaas onder impuls van Paul Van Bel en Alfred Bovy, August Deyaert, Constant Heyninck, Robert vande Velde en Hendrik Verbreyt. Ze organiseert jaarlijks een tentoonstelling met werk van lokale kunstenaars. De kring kreeg snel lokale ondersteuning van een kunstminende beschermheren, waaronder Paul Cruyssaert, Alfons Hebbinckhuys, Edmond Meert, Lucien Reychler en burggraaf Villain XIIII.

## Leden
- Karel Aubroeck
- Alfred Bovy, eerste voorzitter[2]
- Walter Brems
- Jan F. E. Buytaert
- Jacques Neve
- André Roelant
- Stefaan van Biesen
- Raf Coorevits
- Felix de Block
- Gabriel De Pauw
- Jef De Pauw
- Albert de Roover
- Hubert De Volder
- Werner Heyndrickx
- Jozef Horenbant, medestichter
- Romain Malfliet
- Roland Massa
- Karel Mechiels
- Marc Neerman
- Staf Pyl
- Leo Rogman
- Leon Scheerders - van Kerchove, erevoorzitter[2]
- Hubert Slabbaert
- Bea Van Bel
- Robert Van de Velde, medestichter[2]
- Alfons Van Meirvenne
- Tony Van Os
- Edmond Verstraeten, exposeerde o.a. "de Nood der Pauwen"[2]